# KNSB Cup jongeren (marathonschaatsen) 2023/2024
De KNSB Cup jongeren (marathonschaatsen) 2023/2024 is het jaarlijks terugkerende klassement over de gehouden Marathon Cup wedstrijden in Nederland voor jongeren. Het is de vijfentwintigste editie dat de KNSB Cup werd uitgereikt. De officiële naam van de KNSB Cup jongeren dit marathonseizoen is de Daikin Cup vernoemd naar de hoofdsponsor Daikin.

## Podia
| Divisie             | Eerste            | Tweede           | Derde               |
| ------------------- | ----------------- | ---------------- | ------------------- |
| Top-divisie mannen  | Harm Visser       | Daan Gelling     | Christian Haasjes   |
| Top-divisie vrouwen | Maaike Verweij    | Sofia Schilder   | Femke Mossinkoff    |
| Beloften mannen     | Wisse Slendebroek | Daan Berkhout    | Jorian ten Cate     |
| Beloften vrouwen    | Jet Fransen       | Maaike Koelewijn | Anna Marit Sybrandi |

## Eindklassementen
Top-divisie mannen
| Algemene stand | Algemene stand    | Algemene stand | Algemene stand                  | Algemene stand | Algemene stand | Algemene stand | Algemene stand | Algemene stand | Algemene stand | Algemene stand | Algemene stand | Algemene stand | Algemene stand | Algemene stand | Algemene stand | Algemene stand | Algemene stand | Algemene stand | Algemene stand |
| Nr.            | Naam              | Nationaliteit  | Ploeg                           | Punten         | Punten         | Punten         | Punten         | Punten         | Punten         | Punten         | Punten         | Punten         | Punten         | Punten         | Punten         | Punten         | Punten         | Punten         | Punten         |
| Nr.            | Naam              | Nationaliteit  | Ploeg                           | #1             | #2             | #3             | #4             | #5             | #6             | #7             | #8             | #9             | #10            | #11            | #12            | #13            | #14            | #15            | Totaal         |
| -------------- | ----------------- | -------------- | ------------------------------- | -------------- | -------------- | -------------- | -------------- | -------------- | -------------- | -------------- | -------------- | -------------- | -------------- | -------------- | -------------- | -------------- | -------------- | -------------- | -------------- |
| 1              | Harm Visser       | Nederland      | Jumbo-Visma                     | 30,1           | 16             | 30,1           | 30,1           | 30,1           | 21             | 25,1           | 30,1           | 21             |                | 9              | 25,1           | 30,1           | 18             | 35,1           | 350,9          |
| 2              | Daan Gelling      | Nederland      | Royal A-ware                    | 15             | 30,1           | 13             | 20             | 8              |                |                | 18             | 16             |                | 8              | 13             | 11             | 9              | 14             | 175,1          |
| 3              | Christian Haasjes | Nederland      | Bouwselect / De Haan Westerhoff | 18             |                | 20             | 22             | 17             |                | 21             | 6              |                | 23             | 5              | 10             |                | 15             |                | 157            |
| 4              | Lars Woelders     | Nederland      | OKAY/Interfarms                 |                | 10             | 1              |                | 19             | 10             |                |                |                |                | 18             |                |                |                |                | 58             |
| 5              | Gert Wierda       | Nederland      | Royal A-ware                    | 2              | 17             |                | 17             |                |                |                |                |                | 21             |                |                |                |                |                | 57             |
| 6              | Remco Stam        | Nederland      | Jumbo-Visma                     |                |                |                | 5              |                |                |                |                |                | 20             | 19             |                |                |                |                | 45             |
| 7              | Wisse Slendebroek | Nederland      | OKAY/Interfarms                 |                |                | 14             |                |                |                |                | 4              |                | 18             |                |                |                |                |                | 36             |
| 8              | Jorian ten Cate   | Nederland      | OKAY/Interfarms                 |                |                |                |                |                |                |                |                |                | 22             |                |                |                |                |                | 22             |
| 9              | Germain Deschamps | Frankrijk      | Team Novus                      |                |                |                |                |                |                |                |                |                |                | 20             |                |                |                |                | 20             |
| 10             | Beau Snellink     | Nederland      |                                 |                |                |                | 18             |                |                |                |                |                | 1              |                |                |                |                |                | 19             |

Top-divisie vrouwen
| Algemene stand | Algemene stand    | Algemene stand | Algemene stand                | Algemene stand | Algemene stand | Algemene stand | Algemene stand | Algemene stand | Algemene stand | Algemene stand | Algemene stand | Algemene stand | Algemene stand | Algemene stand | Algemene stand | Algemene stand | Algemene stand | Algemene stand | Algemene stand |
| Nr.            | Naam              | Nationaliteit  | Ploeg                         | Punten         | Punten         | Punten         | Punten         | Punten         | Punten         | Punten         | Punten         | Punten         | Punten         | Punten         | Punten         | Punten         | Punten         | Punten         | Punten         |
| Nr.            | Naam              | Nationaliteit  | Ploeg                         | #1             | #2             | #3             | #4             | #5             | #6             | #7             | #8             | #9             | #10            | #11            | #12            | #13            | #14            | #15            | Totaal         |
| -------------- | ----------------- | -------------- | ----------------------------- | -------------- | -------------- | -------------- | -------------- | -------------- | -------------- | -------------- | -------------- | -------------- | -------------- | -------------- | -------------- | -------------- | -------------- | -------------- | -------------- |
| 1              | Maaike Verweij    | Nederland      | Team Albert Heijn Zaanlander  | 14             | 5              | 15             | 13             | 9              | 18             | 21             | 12             |                | 17             | 16             |                |                |                |                | 140            |
| 2              | Sofia Schilder    | Nederland      | Van Ramshorst Renault         |                |                | 13             |                | 13             | 14             |                |                |                | 14             |                | 13             | 18             |                | 20             | 105            |
| 3              | Femke Mossinkoff  | Nederland      | Van Ramshorst Renault         | 2              | 20             |                | 4              | 8              |                | 7              | 4              | 17             | 10             | 3              |                |                | 20             |                | 95             |
| 4              | Evi Gelling       | Nederland      | Turner                        | 15             |                |                |                | 6              |                | 10             | 2              | 9              |                | 6              |                |                | 26             | 9              | 83             |
| 5              | Hilde Noppert     | Nederland      | Bouwbedrijf de Vries          |                |                | 1              |                |                | 8              | 13             | 10             | 6              |                | 4              | 11             | 3              | 1              | 10             | 67             |
| 6              | Patricia Koot     | Nederland      | KNSB Inline Selectie          | 17             | 8              | 12             |                |                |                |                |                | 4              |                |                | 17             |                | 4              |                | 62             |
| 7              | Kim Talsma        | Nederland      | Bouwbedrijf de Vries          | 18             | 4              | 23             | 16             |                |                |                |                |                |                |                |                |                |                |                | 61             |
| 8              | Veerle van Koppen | Nederland      | Gewest Fryslan-Victron Energy | 11             |                | 2              | 9              |                |                |                |                |                |                |                | 15             | 10             | 6              | 7              | 60             |
| 9              | Bente Kerkhoff    | Nederland      | Team Albert Heijn Zaanlander  |                |                |                |                | 25,1           |                |                |                |                |                |                |                | 5              | 10             | 17             | 57,1           |
| 10             | Eline Jansen      | Nederland      | Van Ramshorst Renault         |                | 23             |                | 11             |                | 12             |                |                | 3              |                |                | 2              |                |                |                | 51             |

Beloften mannen
| Algemene stand | Algemene stand      | Algemene stand | Algemene stand                  | Algemene stand | Algemene stand | Algemene stand | Algemene stand | Algemene stand | Algemene stand | Algemene stand | Algemene stand | Algemene stand | Algemene stand | Algemene stand | Algemene stand | Algemene stand |
| Nr.            | Naam                | Nationaliteit  | Ploeg                           | Punten         | Punten         | Punten         | Punten         | Punten         | Punten         | Punten         | Punten         | Punten         | Punten         | Punten         | Punten         | Punten         |
| Nr.            | Naam                | Nationaliteit  | Ploeg                           | #1             | #2             | #4             | #5             | #6             | #7             | #9             | #11            | #12            | #13            | #14            | #15            | Totaal         |
| -------------- | ------------------- | -------------- | ------------------------------- | -------------- | -------------- | -------------- | -------------- | -------------- | -------------- | -------------- | -------------- | -------------- | -------------- | -------------- | -------------- | -------------- |
| 1              | Wisse Slendebroek   | Nederland      | OKAY/Interfarms                 | 30,1           | 21             | 25,1           | 7              | 30,1           | 30,1           | 21             |                |                | 23             | 25,1           |                | 212,5          |
| 2              | Daan Berkhout       | Nederland      | Team Reggeborgh                 | 26             | 16             |                | 23             |                | 17             | 13             | 13             | 17             |                | 17             | 29             | 171            |
| 3              | Jorian ten Cate     | Nederland      | OKAY/Interfarms                 |                | 25,1           |                | 14             |                |                | 25,1           | 2              | 25,1           |                | 18             | 40,1           | 149,4          |
| 4              | Jasper Tinga        | Nederland      | Douma Staal                     |                | 11             | 17             |                | 16             | 11             | 12             |                |                | 9              | 14             | 25             | 115            |
| 5              | Hylke de Boer       | Nederland      | Bouwselect / De Haan Westerhoff | 21             | 12             | 12             | 6              | 15             |                | 10             |                |                | 26             |                | 13             | 115            |
| 6              | Jesse Vollaard      | Nederland      | Vector                          | 22             |                | 4              | 21             | 18             | 15             | 17             |                | 6              |                |                | 11             | 114            |
| 7              | Chris Berkhout      | Nederland      | Van Ramshorst Renault           | 5              | 15             | 10             | 5              |                | 18             | 18             | 1              | 18             | 2              |                | 3              | 95             |
| 8              | Simon de Smit       | Nederland      | Vecter                          |                |                |                | 19             |                | 9              | 14             |                | 8              | 8              | 16             | 15             | 89             |
| 9              | Matthé Pronk        | Nederland      | SKITS                           | 2              |                | 11             |                |                | 16             |                |                | 12             |                | 5              | 19             | 65             |
| 10             | Colin Duivenvoorden | Nederland      | Douma Staal                     |                |                | 18             |                |                |                |                | 25,1           | 21             |                |                |                | 64,1           |

Beloften vrouwen
| Algemene stand | Algemene stand         | Algemene stand | Algemene stand                      | Algemene stand | Algemene stand | Algemene stand | Algemene stand | Algemene stand | Algemene stand | Algemene stand | Algemene stand | Algemene stand | Algemene stand | Algemene stand | Algemene stand |
| Nr.            | Naam                   | Nationaliteit  | Ploeg                               | Punten         | Punten         | Punten         | Punten         | Punten         | Punten         | Punten         | Punten         | Punten         | Punten         | Punten         | Punten         |
| Nr.            | Naam                   | Nationaliteit  | Ploeg                               | #1             | #3             | #4             | #5             | #6             | #7             | #8             | #10            | #12            | #14            | #15            | Totaal         |
| -------------- | ---------------------- | -------------- | ----------------------------------- | -------------- | -------------- | -------------- | -------------- | -------------- | -------------- | -------------- | -------------- | -------------- | -------------- | -------------- | -------------- |
| 1              | Jet Fransen            | Nederland      | Wokke Vastgoed                      | 12             | 25,1           | 16             |                | 17             | 21             | 15             | 21             | 21             | 3              | 29             | 180,1          |
| 2              | Maaike Koelewijn       | Nederland      | Fortune Coffee                      | 17             | 21             | 18             | 13             | 12             | 10             | 13             | 14             | 25,1           | 4              | 24             | 171,1          |
| 3              | Anna Marit Sybrandi    | Nederland      | Boltrics                            | 15             | 18             | 17             | 23             | 18             |                | 22             | 18             | 16             |                | 11             | 158            |
| 4              | Iris Tiben             | Nederland      | Wokke Vastgoed                      | 8              | 16             | 11             | 22             | 15             | 11             | 5              |                | 17             | 26             | 20             | 151            |
| 5              | Mayke Vriesinga        | Nederland      |                                     | 16             | 14             | 15             | 11             | 9              |                | 14             | 17             | 18             | 23             | 13             | 150            |
| 6              | Liset Speelman         | Nederland      | Speelman / Exclusief Vastgoedbeheer | 7              |                | 12             |                | 7              | 14             |                | 11             | 13             |                | 17             | 81             |
| 7              | Vera van Ditshuizen    | Nederland      | De Vechtsebanen                     | 23             | 15             | 21             |                | 4              | 15             |                | 2              |                |                |                | 80             |
| 8              | Esmée Brommer          | Nederland      | PGM Bakker                          |                |                |                |                | 10             |                | 7              | 13             | 7              | 22             | 9              | 68             |
| 9              | Kaat van Steekelenburg | Nederland      | Fortune Coffee                      |                | 10             |                | 21             | 16             |                |                | 3              |                | 11             | 1              | 62             |
| 10             | Nikki Noordergraaf     | Nederland      |                                     |                |                | 14             |                | 21             | 25,1           |                |                |                |                |                | 60,1           |

1996/1997 ·
1997/1998 ·
1998/1999 ·
1999/2000 ·
2001/2002 ·
2002/2003 ·
2003/2004 ·
2004/2005 ·
2005/2006 ·
2006/2007 ·
2007/2008 ·
2008/2009 ·
2009/2010 ·
2010/2011 ·
2011/2012 ·
2012/2013 ·
2013/2014 ·
2014/2015 ·
2015/2016 ·
2016/2017 ·
2017/2018 ·
2018/2019 ·
2019/2020 ·
2020/2021 ·
2021/2022 ·
2022/2023 ·
2023/2024 ·
2024/2025
Eendaagse wedstrijden:
NK kunstijs · 
Amsterdam · 
Open NK natuurijs · 
Winterswijk · 
Noordlaren ·
 Open VK natuurijs

Marathon Cup:
1. Groningen · 
2. Utrecht · 
3. Heerenveen ·
4. Den Haag · 
5. Haarlem · 
6. Hoorn · 
7. Deventer · 
8. Breda · 
9. Groningen · 
10. Tilburg · 
11. Heerenveen · 
12. Eindhoven · 
13. Alkmaar ·
14. Amsterdam · 
15. Finale Leeuwarden

Grand Prix:
 Weissensee:
Aart Koopmans Memorial · 
Sprint · 
Alternatieve Elfstedentocht ·
 Luleå:
Marathon · 
Sprint · 
Sea Ice Classic

Klassementen: KNSB Cup ·
Jongeren · 
Ploegen ·
Grand Prix ·
Brabantcup ·
Natuurijs vierdaagse
Lijst van schaatsmarathonrijders 2023/2024